# ويليام بي. ماكلين
ويليام بي. ماكلين هو قاضي ومحامي وسياسي أمريكي، ولد في 9 أغسطس 1836 في مقاطعة كوبيا في الولايات المتحدة، وتوفي في 13 مارس 1925 في فورت وورث في الولايات المتحدة. نشط حزبياً في الحزب الديمقراطي. وقد انتخب عضو مجلس نواب تكساس ‏ وانتخب عضو مجلس النواب الأمريكي ‏.